# Criterio di Rankine
Il criterio di Rankine o criterio di Galileo-Rankine è un criterio di resistenza relativo a materiali fragili (è quindi un criterio di rottura), isotropi, con resistenza a trazione marcatamente inferiore di quella a compressione. È il criterio più semplice e antico, implicitamente adottato da Galilei. È associato ai nomi di William Rankine e Claude-Louis Navier.

## Descrizione
Secondo tale criterio, la condizione di rottura del materiale viene raggiunta quando la tensione normale massima o minima raggiunge i valori limite  {\displaystyle (\sigma _{r}^{+},\sigma _{r}^{-})} a trazione e compressione rispettivamente:
{\displaystyle \sigma _{r}^{-}\leq \sigma _{\max }\leq \sigma _{r}^{+}}
Con riferimento alle tensioni principali non ordinate {\displaystyle (\sigma _{1},\sigma _{2},\sigma _{3})} , osservando che
{\displaystyle \sigma _{\max }=\max \left\{|\sigma _{1}|,|\sigma _{2}|,|\sigma _{3}|\right\}}
la condizione limite si traduce nelle seguenti relazioni
{\displaystyle \sigma _{r}^{-}\leq \sigma _{1}\leq \sigma _{r}^{+}\;\;,\;\;\sigma _{r}^{-}\leq \sigma _{2}\leq \sigma _{r}^{+}\;\;,\;\;\sigma _{r}^{-}\leq \sigma _{3}\leq \sigma _{r}^{+}\;\;,\;\;}
I valori limiti {\displaystyle (\sigma _{r}^{+},\sigma _{r}^{-})} sono ricavabili da semplici prove monoassiali. 
Nello spazio tridimensionale delle tensioni principali non ordinate {\displaystyle (\sigma _{1},\sigma _{2},\sigma _{3})}, la superficie limite di rottura corrisponde ad un cubo orientato secondo gli assi. La proiezione di tale superficie nel piano {\displaystyle \sigma _{3}=0} descrive un quadrato non centrato sull'origine, essendo tipicamente la tensione di rottura a compressione superiore alla tensione di rottura a trazione.